# Mark Jones (cầu thủ bóng đá, sinh tháng 10 năm 1961)
Mark Anthony Waldron Jones (sinh ngày 22 tháng 10 năm 1961) là một cựu cầu thủ bóng đá người Anh thi đấu ở vị trí hậu vệ biên ở Football League cho Aston Villa, Brighton & Hove Albion, Birmingham City, Shrewsbury Town và Hereford United trong thập niên 1980.
Ông thi đấu ở Siêu cúp châu Âu 1982 nơi Aston Villa đánh bại Barcelona với tổng tỉ số 3-1.